# Them (The Walking Dead)
"Them" là tập thứ mười trong Phần 5 của series phim truyền hình The Walking Dead. Tập phim được phát sóng trên kênh AMC của Mỹ vào ngày 15 tháng 2 năm 2015. Khi phát sóng, tập phim đã được 12,27 triệu người xem trong đó có 6,2 triệu người từ 18-49 tuổi.

## Nội dung tập
Maggie vẫn còn đang đau buồn sau cái chết của Beth, cô lặng lẽ ngồi khóc một mình trong khi một con walker tiến đến từ phía sau cô. Khi nó lại gần, Maggie liền đứng dậy và dùng dao đâm chết nó. Trong khi đó, Daryl đang đào đất lên. Anh tìm thấy một con giun và bỏ nó vào miệng, cho thấy rằng nhóm của anh đang cạn kiệt lương thực. Sasha thì đang đi dọc theo một con lạch đã cạn nước. Cô nhìn thấy xác chết của một vài con ếch và tỏ vẻ chán nản. Maggie, Daryl cùng Sasha quay trở lại nơi những người khác đang đợi trên đường.
Sau khi đi xe thêm một lúc, cả nhóm đành phải bỏ xe lại vì hết xăng. Họ tiếp tục đi bộ trong khi có một đám nhỏ những xác sống đang đi theo phía sau. Carl đưa cho Maggie một chiếc hộp nhạc, thứ gợi nhớ đến Beth. Maggie tỏ vẻ trân trọng và nhận nó từ Carl. Cha xứ Gabriel đến gần cố bắt chuyện với Maggie nhưng bị từ chối. Cô lạnh lùng nói rằng Gabriel chưa từng biết bố hay em gái của cô, vậy nên ông chẳng thể hiểu được nỗi đau của cô, hơn nữa ông còn là kẻ tội lỗi khi để mặc cho những người tín đồ của mình chết. Cả nhóm càng ngày bước chậm hơn do khát nước và đói, họ bước chậm rãi giống như những xác sống đang đi theo phía sau.
Sasha vẫn đang còn buồn bực sau cái chết của anh trai mình Tyreese, cô muốn xử những con walker đang đi sau nhóm nhưng bị Michonne cảnh báo rằng đừng nên lặp lại lỗi lầm của Tyreese trước đây sau khi anh ta mất Karen. Michonne khuyên Sasha hãy để mọi buồn phiền trôi đi, nhưng Sasha đáp lại rằng cô và anh trai mình không hề giống nhau.
Daryl và Carol tạm thời tách khỏi nhóm để đi tìm nước. Khi họ ở cạnh nhau, Carol kể lại cho Daryl rằng Beth đã cứu mạng cô và cả của Daryl, sau đó đưa cho anh con dao của Beth. Carol tiếp tục động viên Daryl rằng họ vẫn chưa chết, và anh nên đừng để cảm giác buồn đau lấn át.
Rick cùng Glenn, Maggie, Michonne, Sasha và Abraham quyết định tạm dừng bên một cây cầu để xử đám xác sống đang đi phía sau bằng cách đẩy chúng xuống dòng sông bên dưới. Tuy nhiên, Sasha đã làm hỏng kế hoạch khi tức giận dùng dao đâm chết từng con xác sống, khiến những người còn lại cũng buộc phải rút vũ khí ra. Sau khi đã xử hết chúng, Michonne quay sang Sasha và chỉ trích cô vì đã để sự tức giận của mình làm nguy hại đến sự an toàn của cả nhóm.
Cả nhóm đi tiếp và tìm thấy một vài chiếc xe bị bỏ không. Maggie tìm thấy một con walker trong cốp của một chiếc xe, khiến cô nghĩ tới Beth và đắn đo về chuyện có giết nó hay không. Cuối cùng, Glenn là người đã làm thay cô điều này.
Khi cả nhóm đang ngồi nghỉ bên đường, một đàn chó hoang bỗng chạy đến và gầm gừ trước họ. Chúng ngay lập tức bị bắn chết bởi Sasha. Lát sau, cả nhóm nướng thịt những con chó đó và ăn. Noah nói với Sasha rằng rằng Tyreese đã từng cố an ủi cậu, nhưng cậu không chắc rằng mình có thể vượt qua sau cái chết của những người thân trong gia đình. "Vậy thì em sẽ không vượt qua được" - Sasha lạnh lùng đáp lại. Trong khi đó, Gabriel lặng lẽ cởi chiếc vòng cổ linh mục của mình ra ném vào đống lửa và tiếp tục ăn.
Ngày hôm sau, Maggie nói với Glenn rằng khi biết rằng Beth đã chết, cô không rõ rằng mình còn muốn tiếp tục sống hay không nữa. Glenn liền cố an ủi vợ mình rằng: "Chúng ta đã đấu tranh để đến được ngày hôm nay. Chúng ta phải tiếp tục đấu tranh".
Abraham mời Sasha uống rượu trong chai của mình nhưng bị cô lạnh lùng từ chối.
Daryl một lần nữa tách ra để đi tìm nước. Anh tìm thấy một kho thóc bỏ hoang gần đó rồi lặng lẽ ngồi xuống dưới một gốc cây và hút thuốc, sau đó lấy điếu thuốc châm vào tay mình. Cuối cùng, Daryl bật khóc - đó chính là điều mà anh muốn làm sau cái chết của Beth nhưng không muốn mọi người nhìn thấy.
Quay trở lại chỗ những người khác đang đợi, Rick báo cho Daryl biết rằng họ nhìn thấy rất nhiều chai nước được để giữa đường cùng một mảnh giấy có dòng chữ "Từ một người bạn". Trong khi họ đang tranh luận về việc liệu đó có phải là một cái bẫy không, Eugene cầm một chai lên định uống, nhưng ngay lập tức Abraham gạt văng chai nước đó đi. Đột nhiên sấm chớp nổi lên và mưa trút xuống tầm tã. Tất cả mọi người ngoại trừ Maggie, Sasha và Daryl tỏ ra mừng rỡ khi cuối cùng họ cũng đã có nước để uống. Khi mưa ngày một nặng hạt, Daryl nói với Rick rằng cả nhóm nên đến trú tại kho thóc mà anh tìm thấy lúc nãy.
Cả nhóm đốt lửa trại bên trong kho thóc trong khi bên ngoài mưa bão vẫn gào thét. Rick, Daryl, Glenn và Carol ngồi quanh đống lửa. Rick kể cho họ câu chuyện về người ông của anh trong thế chiến thứ 2, rằng mỗi ngày người ông của anh luôn tự nhủ rằng mình vốn dĩ đã chết rồi và tiếp tục chiến đấu. "Đây chính là cách mà chúng ta sinh tồn. Chúng ta tự nhủ rằng mình vốn là những xác chết biết đi" - Rick nói với họ. Nhưng Daryl đáp lại anh rằng: "Chúng ta không phải là chúng".
Đêm hôm đó, Daryl canh gác trong khi mọi người ngủ. Anh nhìn ra ngoài và thấy một bầy xác sống đang tiến về cánh cửa kho thóc. Daryl cố dùng thân mình chặn cửa lại trong khi chúng cổ đẩy vào từ phía ngoài. Maggie, Sasha và những người khác thấy vậy và nhanh chóng chạy lại giúp đỡ. Họ cùng nhau chặn cánh cửa lại trong khi gió và walker bên ngoài đang cố phá vỡ cánh cửa. Cuối cùng, họ cũng đã trải qua được đêm tại kho thóc trong bình yên.
Sáng hôm sau, Maggie tỉnh dậy trong vòng tay của Glenn và nhìn thấy bé Judith đang nhìn cô. Cơn bão đã qua và mặt trời đang lên. Cô nhận được chiếc hộp nhạc từ Daryl sau khi anh đã sửa nó và đánh thức Sasha dậy. Cả hai bọn họ cùng bước ra ngoài và nhìn thấy khung cảnh tan hoang bên ngoài, hàng loạt những hàng cây đã bị đổ sau trận bão đêm qua và đè vào những con walker quanh đó.
Họ đi ra một chỗ nọ để ngắm mặt trời lên. Sasha kể lại cho Maggie những gì Noah nói, rằng cậu bé không chắc rằng mình có thể vượt qua không sau cái chết của người thân trong gia đình mình, và hiện giờ cô cũng đang cảm thấy như vậy. Maggie liền động viên Sasha rằng cô ấy sẽ làm được, cả hai bọn họ sẽ làm được, dù chuyện đó sẽ rất khó khăn. Maggie thử vặn dây cót chiếc hộp nhạc nhưng không thấy nọ hoạt động. Đột nhiên, một người đàn ông xuất hiện và lại gần họ. Ngay lập tức, Maggie và Sasha chĩa súng về phía anh ta. Người đàn ông trẻ tự giới thiệu mình tên là Aaron và muốn nói chuyện với thủ lĩnh trong nhóm của họ - Rick. Khi được hỏi lại là vì sao anh ta biết tên Rick. Aaron nói rằng anh có tin tốt cho nhóm của họ. Đột nhiên, chiếc hộp nhạc vang lên giai điệu, báo hiệu một hy vọng mới cho cả nhóm.

## Diễn viên

### Diễn viên chính
- Andrew Lincoln vai Rick Grimes
- Norman Reedus vai Daryl Dixon
- Steven Yeun vai Glenn Rhee
- Lauren Cohan vai Maggie Greene
- Chandler Riggs vai Carl Grimes
- Danai Gurira vai Michonne
- Melissa McBride vai Carol Peletier
- Michael Cudlitz vai Abraham Ford
- Sonequa Martin-Green vai Sasha Williams
- Josh McDermitt vai Eugene Porter
- Christian Serratos vai Rosita Espinosa
- Alanna Masterson vai Tara Chambler
- Seth Gilliam vai Gabriel Stokes

### Diễn viên định kỳ
- Tyler James Williams vai Noah
- Ross Marquand vai Aaron

### Các diễn viên phụ khác
- Kiley & Jaelyn Behun vai Judith Grimes

## Cái chết trong tập
- Một bầy chó hoang

## Đánh giá
"Them" nhận được những phản ứng trái chiều từ giới phê bình. Những lời khen được dành cho cách các biên kịch tạo nên bầu không khí u buồn trong tập, diễn xuất của Sonequa Martin-Green (Sasha), bài phát biểu "Chúng ta chính là những xác sống" của Rick, chi tiết cơn bão ập tới, cũng như cách nhân vật Aaron được giới thiệu. Tuy nhiên, nhiều nhà phê bình chỉ trích mạch truyện chậm rãi của tập phim. Lenika Cruz từ tạp chí The Atlantic nhận xét: "Cả tập phim này có thể được cắt xuống còn 10 phút và tóm gọn lại như sau: Mọi người ai cũng đói khát và buồn bã". Trang Rotten Tomatoes, có 55% trong số 20 bài phê bình tập phim mang phản hồi tốt cùng đánh giá ngắn gọn: "Mặc dù là một khoảng lặng cần thiết sau những tập phim đầy bi kịch trước đó, "Them" có mạch truyện chậm hơn tưởng tượng và hơi dài dòng".

## Bên lề
- Lần đầu xuất hiện của: Aaron
- Tên của tập phim "Them" ngụ ý cho lời nói của Daryl "We ain't them" khi Rick nói với nhóm của anh "We are The Walking Dead".
  - Câu nói nổi tiếng "We are The Walking Dead" (Chúng ta là những xác chết biết đi) của Rick được lấy từ Chương 24 của truyện tranh.
- Tên của Emily Kinney (Beth) và Chad Coleman (Tyreese) đã chính thức bị loại khỏi danh sách dàn diễn viên trong tập này, làm giảm tổng số nhân vật chính xuống còn 13.
- Đây là tập phim thứ 50 mà Steven Yeun (Glenn) và Chandler Riggs (Carl) xuất hiện trong phim.
- Cảnh mưa trong tập này là mưa thật. Ngay khi đoàn làm phim đang chuẩn bị sử dụng máy tạo mưa cho cảnh quay, trời đột ngột trút mưa tầm tã.